# فلاديمير إبيفانتسيف
فلاديمير جورجيفيتش إبيفانتسيف (بالإنجليزية: Vladimir Gueorguievitch Epifantsev)‏ (بالروسية: Владимир Георгиевич Епифанцев) هو ممثل روسي ولد بتاريخ 8 سبتمبر 1971 في موسكو.

## أعماله
من أعماله هو فيلم الفيل الأخضر.

## وصلات خارجية
فلاديمير إبيفانتسيف على موقع IMDb (الإنجليزية)
- فلاديمير إبيفانتسيف على موقع ألو سيني (الفرنسية)
- فلاديمير إبيفانتسيف على موقع ميوزك برينز (الإنجليزية)
- فلاديمير إبيفانتسيف على موقع قاعدة بيانات الفيلم (الإنجليزية)
- فلاديمير إبيفانتسيف على موقع كينوبويسك (الروسية)